# Словарь местных географических терминов
Словарь местных географических терминов — топонимический словарь, написанный в 1958 году супругами Эдуардом Макаровичем и Валентиной Григорьевной Мурзаевыми и опубликованный в 1959 в Государственном издательстве географической литературы. Словарь содержит «местные географические термины, употребляемые народами Советского Союза, включены слова, определяющие морфологию суши, гидрологические особенности рек и озёр, климатические явления, растительные ассоциации и ландшафтные термины, обозначение различных типов населенных пунктов, получивших отражение в топонимике» (из описания книги). Всего собрано 2800 слов.
Источниками являлись: Словарь Даля (четвертое издание, 1912), 11-томник «Россия. Описание нашего отечества» (1899—1914), пять томов «Географическо-статистического словаря Российской империи» под редакцией П. П. Семенова (1863—1885) и др.

## Отзывы
Первый в нашей стране словарь местных географических терминов
Словарь «до настоящего времени используется как основа при переводе (трансформации) географических наименований с различных языков на русский язык» (Давыдова 2021, 101).

## Библиографическое описание
Мурзаев, Эдуард Макарович. Словарь местных географических терминов [Текст] / Э. и В. Мурзаевы. — Москва : Географгиз, 1959. — 303 с. : ил.; 21 см.
Для ссылки: {{книга |автор=[[Мурзаев, Эдуард Макарович|Мурзаев Э. М.]], [[Мурзаева, Валентина Григорьевна|Мурзаева В. Г.]] |заглавие=[[Словарь местных географических терминов]] |ссылка=https://search.rsl.ru/ru/record/01006410441 |викитека= |ответственный= |издание= |место=М. |издательство=[[Географгиз]] |год=1959 |страниц=304|страницы= |тираж= |ref= }}